# Xã Clark, Quận Brown, Ohio
Xã Clark (tiếng Anh: Clark Township) là một xã thuộc quận Brown, tiểu bang Ohio, Hoa Kỳ. Năm 2010, dân số của xã này là 3.121 người.